# Viktor Vierou
Viktor Vierou, także Viktor Vieru – mołdawski strzelec, mistrz świata juniorów.

## Kariera sportowa
Vierou 3 razy stanął na podium mistrzostw świata juniorów. Dokonał tego na zawodach w 1994 roku, kiedy został drużynowym złotym medalistą w pistolecie sportowym z 25 m, pistolecie standardowym z 25 m i w pistolecie dowolnym z 50 m (we wszystkich konkurencjach drużynowych Mołdawię reprezentowali: Anatolie Corovai, Alexandru Corovai i Viktor Vierou). Na tych samych zawodach zajął indywidualnie 19. miejsce w strzelaniu z pistoletu dowolnego z 50 m, 20. pozycję w pistolecie standardowym z 25 m, 16. lokatę w pistolecie sportowym z 25 m, oraz 29. miejsce w pistolecie pneumatycznym z 10 m.
Startował w mistrzostwach Europy juniorów, jednak nie zdobył indywidualnie żadnych medali. Był m.in. 24. w pistolecie sportowym z 25 m podczas mistrzostw Europy juniorów w 1994 roku.

## Wyniki

### Medale mistrzostw świata juniorów
Opracowano na podstawie materiałów źródłowych:
| Mistrzostwa   | Konkurencja                       | Wynik             | Miejsce |
| ------------- | --------------------------------- | ----------------- | ------- |
| Mediolan 1994 | Pistolet sportowy, 25 m, druż.    | 1722 pkt. (druż.) |         |
| Mediolan 1994 | Pistolet dowolny, 50 m, druż.     | 1630 pkt. (druż.) |         |
| Mediolan 1994 | Pistolet standardowy, 25 m, druż. | 1637 pkt. (druż.) |         |